# Indian Journal of Pharmacology
Das Indian Journal of Pharmacology, abgekürzt Indian J. Pharmacol., ist eine wissenschaftliche Fachzeitschrift, die vom Medknow Publications & Media-Verlag veröffentlicht wird. Die Zeitschrift ist ein offizielles Publikationsorgan der Indischen Gesellschaft für Pharmakologie und erscheint mit sechs Ausgaben im Jahr. Es werden Arbeiten veröffentlicht, die sich mit pharmakologischen Fragestellungen beschäftigen.
Der Impact Factor lag im Jahr 2014 bei 0,691. Nach der Statistik des ISI Web of Knowledge wird das Journal mit diesem Impact Factor in der Kategorie Pharmakologie und Pharmazie an 230. Stelle von 254 Zeitschriften geführt.